# Kup Hrvatske u softbolu 2005.
Kup Hrvatske u softbolu 2005. godine.

## Konačni redoslijed
1. Zagreb Giants
2. Mrki medvedi
3. Mladost Scorpions
4. Princ Jarun
5. Mrka Olimpija

Osvajač kupa Hrvatske u softbolu za 2005. je momčad zagrebačkih Giantsa.